# Polinio

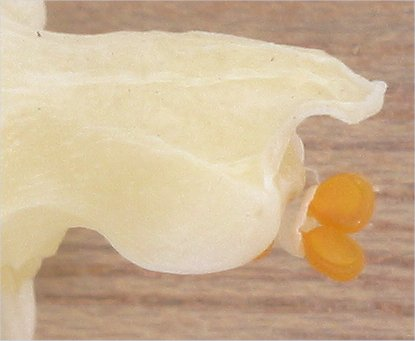
Polinios de Phalaenopsis

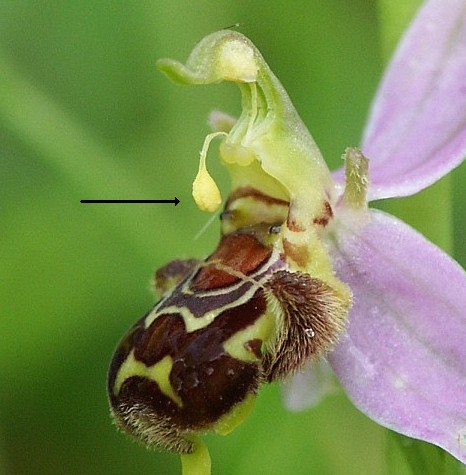
Polinio de Ophrys apifera

Polinio, derivada de la palabra latina pollinium, cuyo plural es pollinia, es una masa coherente de granos de polen.
Los polinios son el producto de una sola antera y se transfieren durante la polinización como una sola unidad. Este proceso ocurre regularmente en determinadas plantas, tales como las orquídeas y en algunas especies de la familia Apocynaceae.
Las orquídeas tienen polinios compactos. Están cubiertas dentro de la caudícula o cabillo, conectadas al viscidio. Se proyectan dentro de la parte media de la columna.
La mayoría de las orquídeas tienen polinios cerosos. Estos se conectan a una o dos estípulas alargadas, que a su vez conectan con el viscidio. La combinación de polinio, caudículas, estípulas y viscidio constituyen el pollinarium o polinario.

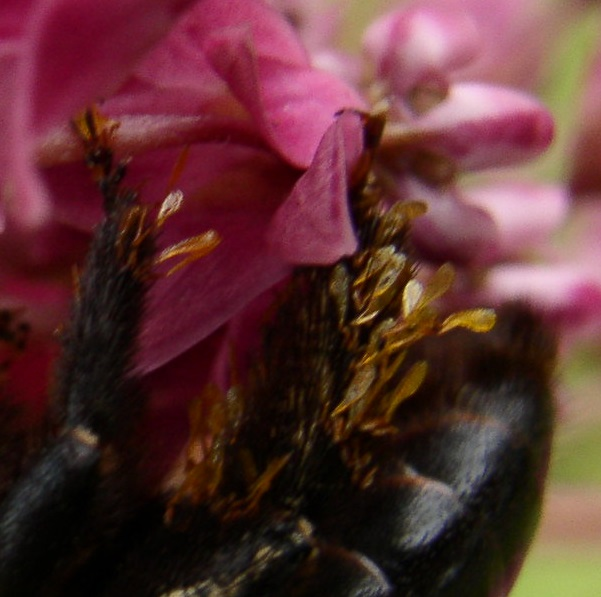
Polinios de Asclepias en las patas del abejorro carpintero Xylocopa virginica